# Kennedy Davenport
Reuben Asberry Jr., plus connu sous le nom de scène Kennedy Davenport, est une drag queen américaine. Elle est principalement connue pour avoir participé à la septième saison de RuPaul's Drag Race, où elle arrive quatrième, et à la troisième saison de RuPaul's Drag Race: All Stars, où elle se place seconde mais aussi à la deuxième saison de Canada's Drag Race: Canada vs The World.

## Carrière
La première apparition de Kennedy Davenport à la télévision est dans la huitième saison de America's Got Talent en 2013. Le 2 mars 2015, elle est annoncée comme l'une des quatorze candidates de la septième saison de RuPaul's Drag Race, où elle arrive quatrième. Elle fait une apparition dans un épisode de Skin Wars avec d'autres candidates de l'émission, comme Alyssa Edwards, Milk ou Tyra Sanchez. Le 20 octobre 2017, elle est annoncée comme l'une des dix candidates participant à la troisième saison de RuPaul's Drag Race: All Stars, où elle se place seconde, perdant le titre face à Trixie Mattel.
En dehors de RuPaul's Drag Race, Kennedy gagne de nombreux titres dans des concours de beauté, comme Miss Gay Orlando 2016, Miss D'Elegance International 2013 et Miss Gay Black USofA 2009. Elle est connue pour ses performances de danse.
Elle est également musicienne. Elle sort son premier single "Moving Up" avec la rappeuse Dresia Dee le 16 mars 2018.

## Vie privée
Reuben naît le 9 septembre 1982 à Dallas, dans le Texas. Son père décède le 25 octobre 2013. Il est endetté de 33 000 dollars pour garder sa maison à la suite du décès de son père. Une page sur une plateforme de financement participatif a été créée pour l'aider et un spectacle de transformisme avec d'autres candidates de Drag Race pour le soutenir.
Sa drag mother est Kelexis Davenport, qui est également la drag mother de la défunte Sahara Davenport, candidate de la deuxième saison de RuPaul's Drag Race. Une autre de ses drag sisters, Bianca Gisele Davenport Starr, est assassinée le 8 décembre 2017.

## Concours et palmarès
- Miss Gay Black USofA 2009[13]
- Miss Tampa Bay International 2009[13]
- Miss Glamorous 2010[13]
- North Carolina All American Goddess 2010[13]
- Miss Parliament House 2010
- Miss Revolution 2010[13]
- Miss Treasure Coast 2010[13]
- Miss Gay South Central States USofA 2011
- Miss Parliament House 2011[13]
- Miss Gay Georgia USofA 2012[13]
- Miss Texas FFI 2012[13]
- Mid America All American Goddess 2013[13]
- All American Goddess — Troisième dauphine[13]
- Miss D’Elegance International 2013[13]
- Miss Gay Orlando 2016[13]
- Miss West Palm Beach International 2016[13]
- Miss Gay Texas USofA 2017 — Première dauphine[13]
- Miss Gay USofA 2017 — Première dauphine[13]

## Filmographie

### Télévision
| Année | Titre                                   | Rôle                  | Notes                                  |
| ----- | --------------------------------------- | --------------------- | -------------------------------------- |
| 2013  | America's Got Talent                    | Elle-même (candidate) | Saison 8                               |
| 2015  | RuPaul's Drag Race                      | Elle-même (candidate) | Candidate : Saison 7 — 4ème place      |
| 2018  | RuPaul's Drag Race: All Stars           | Elle-même (candidate) | Candidate : Saison 3 — Seconde         |
| 2024  | Canada's Drag Race: Canada vs The World | Elle-même (candidate) | Candidate : Saison 2 — 3ème/4ème place |

### Web-séries
| Année | Titre                        | Rôle      | Notes                                  |
| ----- | ---------------------------- | --------- | -------------------------------------- |
| 2015  | RuPaul's Drag Race: Untucked | Elle-même | Émission connexe de RuPaul's Drag Race |
| 2016  | Hey Qween                    | Elle-même | Invitée dans un épisode                |

## Discographie

### Singles
| Titre       | Année | Album  |
| ----------- | ----- | ------ |
| "Moving Up" | 2018  | Single |

### Autres chansons
| Titre               | Année | Autre(s) artiste(s)                                                                           | Album                           |
| ------------------- | ----- | --------------------------------------------------------------------------------------------- | ------------------------------- |
| "Throw Ya Hands Up" | 2015  | RuPaul                                                                                        | RuPaul Presents CoverGurlz 2    |
| "Cha Cha Heels"     | 2016  | Lucian Piane, Katya Zamolodchikova                                                            | RuPaul's Drag Race: The Rusical |
| "Drag Up Your Life" | 2018  | RuPaul featuring Kennedy Davenport, BeBe Zahara Benet, BenDeLaCreme, Shangela & Trixie Mattel | Single                          |
| "Kitty Girl"        | 2018  | RuPaul featuring Kennedy Davenport, BeBe Zahara Benet, Shangela & Trixie Mattel               | Single                          |